# Museo diocesano d'arte sacra (Arezzo)
Il Museo diocesano d'arte sacra di Arezzo, venne istituito nel 1963, ma aperto regolarmente al pubblico solo nel 1985, e situato in alcuni locali capitolari al di sopra della sagrestia della Cattedrale di San Donato. Nel 2011 è stato trasferito all'interno del Palazzo Vescovile. 
Il Museo espone opere d'arte e suppellettile liturgica, databili dal XII al XIX secolo, proveniente dal duomo e dalle chiese del territorio diocesano, significative per la storia e la conoscenza della cultura religiosa ed artistica aretina.

## Opere
Il percorso museale, che si sviluppa in cinque sale, offre un denso panorama di storia, arte e devozione aretina attraverso i secoli.

### Prime sale
In questa sala sono esposte le opere più antiche, fra cui dipinti, sculture, codici miniati, arredi liturgici, oreficerie ed argenterie sacre medievali. Di rilievo:
- Crocifissi (XII-XIII secolo), in legno dipinto;
- serie di turiboli (XIII secolo), in bronzo, di bottega aretina;
- il Reliquiario a braccio di san Giacomo (metà del XIV-XV secolo), in rame dorato e pietre dure, di bottega aretina;
- l'Annunciazione (terzo quarto del XIV secolo), tempera su tavola, di Andrea di Nerio;
- la Madonna col Bambino in trono tra i santi Giacomo e Antonio abate e donatore (1377) e l'Annunciazione (1380-1385), affreschi staccati, di Spinello Aretino;
- Pace di Siena con la raffigurazione da un lato di Gesù Cristo morto sorretto da angeli e dall'altro la Madonna addolorata (inizio XV secolo), in oro, smalti, pietre preziose e perle, di manifattura franco-fiamminga, contenuta in un reliquiario in argento, bronzo e rame dorato, realizzato nel 1815 dal romano Giuseppe Spagna;
- un polittico con la Madonna col Bambino in trono e gli evangelisti (1430-1440), attribuito a Stefano d'Antonio di Vanni;
- il tabernacolo con l'Annunciazione (1434), in terracotta a rilievo, attribuito a Bernardo Rossellino.

### Seconda sala
La seconda sala è dedicata alle opere realizzate tra il pieno Quattrocento e l'inizio del Seicento. Di particolare interesse:
- una croce astile (XIV-XV secolo), in cristallo di rocca e rame dorato, di bottega veneziana;
- il Busto di san Donato (metà del XV secolo), in terracotta dipinta, attribuito a Luca della Robbia;
- San Girolamo penitente (fine XV secolo), affresco staccato, di Bartolomeo della Gatta;
- una predella con raffigurati lo Sposalizio di Maria Vergine, la Nascita di Maria, San Francesco d'Assisi, la Presentazione di Gesù al Tempio, San Bernardino da Siena (1518-1519), tempera su tavola, della bottega di Luca Signorelli;
- una mitra episcopale (seconda metà del XVII secolo), teletta ricamata in filo d'oro e corallo, di manifattura dell'Italia meridionale.

### Terza sala
La sala è quasi interamente dedicata al grande artista ed intellettuale aretino Giorgio Vasari. Di rilievo:
- Predicazione di san Giovanni Battista (1548), olio su tela, di Giorgio Vasari;
- Battesimo di Gesù Cristo (1548), olio su tela, di Giorgio Vasari;
- Madonna della misericordia (1560-1570), olio su tela, di Giorgio Vasari;
- Gesù Cristo in casa di Marta e Maria (1575), di Santi di Tito.

### Quarta e quinta sala
Nelle ultime due sale presentano opere d'arte e oggetti liturgici, databili dal XVII al XIX secolo, provenienti dal Cattedrale e dalle chiese del territorio diocesano. Di grande interesse:
- paramenti sacri in porpora e oro;
- tre dipinti (fine XVIII-inizio XIX secolo), in olio su tela, di Pietro Benvenuti.

### Palazzo Vescovile
Si visita inoltre il piano nobile del palazzo Vescovile, con le sale affrescate dal Papacello, la quadreria, la camera da letto vescovile.